# Karin Slaughter
Pour les articles homonymes, voir Slaughter.
Œuvres principales
- Mort aveugle (Blindsighted)

Karin Slaughter, née le 6 janvier 1971 dans l'État de Géorgie, est une écrivaine américaine, auteur de roman policier et de thriller.

## Biographie
Née dans une petite communauté de Géorgie, elle réside actuellement à Atlanta.
On lui attribue la création en 2006 du terme « investigoogling ».
Son premier roman policier, Mort aveugle (Blindsighted), paru en 2001, devient un best-seller traduit dans une trentaine de langues. Grant County, où se déroulent nombre de ses romans, est un lieu totalement imaginaire, inspiré à l'auteur par la combinaison des petites villes de son enfance.

## Œuvre

### Romans

#### SérieGrant County
- Blindsighted (2001) Publié en français sous le titre Mort aveugle, traduit par Paul Thoreau, Paris, Éditions Grasset et Fasquelle, « Grand Format », 2003, 407 p. (ISBN 978-2-246-62541-4)
- Kisscut (2002) Publié en français sous le titre Au fil du rasoir, traduit par Paul Thoreau, Paris, Éditions Grasset et Fasquelle, « Grand Format », 2004, 442 p. (ISBN 978-2-246-62731-9)
- A Faint Cold Fear (2003) Publié en français sous le titre À froid, traduit par Paul Thoreau, Paris, Éditions Grasset et Fasquelle, « Grand Format », 2005, 449 p. (ISBN 978-2-246-66271-6)
- Indelible (2004) Publié en français sous le titre Indélébile, traduit par Paul Thoreau, Paris, Éditions Grasset et Fasquelle, « Grand Format », 2006, 437 p. (ISBN 978-2-246-68711-5)
- Faithless (2005) Publié en français sous le titre Sans foi ni loi, traduit par Paul Thoreau, Paris, Éditions Grasset et Fasquelle, « Grand Format », 2007, 503 p. (ISBN 978-2-246-71191-9)
- Beyond Reach ou Skin Privilege (2007) Publié en français sous le titre Hors d'atteinte, traduit par Marianne Audouard, Paris, Éditions Grasset et Fasquelle, « Grand Format », 2010   (ISBN 978-2-246-74951-6) ; réédition aux éditions France-Loisirs sous le titre Mauvaise Passe

#### SérieWill Trent
- Triptych (2006) Publié en français sous le titre Triptyque, traduit par Paul Thoreau, Paris, Éditions Grasset et Fasquelle, « Grand Format », 2008, 512 p. (ISBN 978-2-246-72501-5)
- Fractured (2008) Publié en français sous le titre Irréparable, traduit par Marianne Audouard, Paris, Éditions Grasset et Fasquelle, « Grand Format », 2011, 384 p. (ISBN 978-2-246-77621-5)
- Undone (2009) Publié en français sous le titre Genesis, traduit par Paul Thoreau, Paris, Éditions Grasset et Fasquelle, « Grand Format », 2012, 512 p. (ISBN 978-2-246-77611-6)
- Broken (2010), ce roman combine les séries Grant County et Will Trent Publié en français sous le titre Broken, traduit par Bernard Ferry, Paris, Éditions Grasset et Fasquelle, « Grand Format », 2013, 414 p. (ISBN 978-2-246-79935-1)
- Fallen (2011) Publié en français sous le titre Séduction, traduit par François Rosso, Paris, Éditions Grasset et Fasquelle, « Grand Format », 2014, 440 p. (ISBN 978-2-246-79936-8)
- Snatched (2012) (Nouvelle)
- Criminal (2012)Publié en français sous le titre Criminel, traduit par François Rosso, Paris, Éditions Grasset et Fasquelle, « Grand Format », Avril 2015, 471 p. (ISBN 978-2246855187)
- Busted  (2012) (Nouvelle)
- Unseen (2013)Publié en français sous le titre Au fond des bois, traduit par François Rosso, Paris, Éditions HarperCollins, « HarperCollins Noir », Février 2017, 480 p. (ISBN 979-1033900221)
- The Kept Woman (2016)Publié en français sous le titre Angie, traduit par Emmanuel Plisson, Paris, Éditions HarperCollins France, « HarperCollins Noir», 2017, 572 p. (ISBN 979-10-339-0043-6)
- The Last Widow (2019) Publié en français sous le titre La Dernière Veuve, traduit par Emmanuel Plisson, Paris, Éditions HarperCollins France, « HarperCollins Noir», 2020, 592 p. (ISBN 9791033904496)
- The Silent Wife (2020)Publié en français sous le titre L'Épouse silencieuse, traduit par Souad Degachi & Maxime Shelledy, Paris, Éditions HarperCollins France, « HarperCollins Noir», 2021, 688 p. (ISBN 9791033909057)
- Cleaning the Gold (2019)avec Lee Child, Publié en français sous le titre Argent sale, France HarperCollins  (ISBN 9791033904670)
- After the Night (2023)avec Lee Child, Publié en français sous le titre Ton pire cauchemar, traduit par Souad Degachi & Maxime Shelledy, Paris, Éditions HarperCollins France, « HarperCollins Noir», 2024, 580 p. (ISBN 979-10-339-1668-0)
- This is Why We Lied (2024)Publié en français sous le titre Le Mensonge dans le sang, Paris, Éditions HarperCollins France, « HarperCollins Noir», 2025,

#### SérieNorth Falls
- We Are All Guilty Here (2025)

#### Autres romans
- Cop Town (2014)
- Pretty Girls (2015) Publié en français sous le titre Pretty Girls, traduit par François Rosso, Paris, Éditions Harlequin SA, « Mosaïc », 2016, 496 p. (ISBN 978-2280359429)
- Last Breath (préquelle de The Good Daughter) (2017) Publié en français sous le titre Le Dernier Souffle traduit par Emmanuel Plisson, HarperCollins France 2018  (ISBN 979-1-0339-0178-5)
- The Good Daughter (2017) Publié en français sous le titre Une fille modèle, Éditions HarperCollins Noir, 2018, 608 p. (ISBN 979-1033901884)
- Pieces of Her (2018) publié en français sous le titre Son vrai visage, éditions HarperCoĺlins Poche 2020, 540 pages  (ISBN 9 791033 903789)
- False Witness (2021) publié en français sous le titre Faux Témoin, éditions HarperCoĺlins Noir 2022
- Girl, Forgotten (2022) publié en français sous le titre La Secte des oubliées, éditions HarperCoĺlins 2023

### Courtes histoires
- Like a Charm (2004)
- Martin Misunderstood (2008) Publié en français sous le titre Pas de pitié pour Martin, traduit par Pierre Demarty, Paris, Éditions Grasset et Fasquelle, « Grand Format », 2009, 152 p. (ISBN 978-2-246-75211-0)
- The Unremarkable Heart (2011)
- Thorn in My Side (2011)
- The Blessings of Brokenness (2012)
- The Truth About Pretty Girls (2013)
- Go Deep (2015)
- Remmy Rothstein Toes the Line (2015)
- Blonde Hair, Blue Eyes  (2015) Publié en français sous le titre Cheveux blond, yeux bleus, traduit par Sophie Pertus, Mosaïc, 2016  (ISBN 9782280359641)
- Cold Cold Heart (2016) Publié en français sous le titre Un cœur très froid, traduit par Fabienne Gondrand , France HarperCollins (2017)  (ISBN 979-1-0339-0140-2)
- False Witness (2021)

## Distinctions
- Festival Polar de Cognac 2011 : Prix polar du meilleur roman international pour Irréparable
- Prix CWA Ian Fleming Steel Dagger 2015 pour Cop Town

## Adaptations
- La série télévisée Will Trent est une adaptation de sa série de livres avec le personnage du même nom.
- Son vrai visage, mini-série Netflix adaptation du livre Pieces of Her.